# Марковское сельское поселение (Воронежская область)
Марковское сельское поселение — муниципальное образование в Каменском районе Воронежской области.
Административный центр — село Марки.

## География
Находится на северо-востоке Каменского района

## Административное деление
В состав Марковского сельского поселения входят:
- село Марки,
- село Верхние Марки,
- хутор Козки,
- хутор Рождественский,
- хутор Себелево.